# Tour de Varissuo
La tour de Varissuo (en finnois : Varissuon Tornikartio) est une tour située dans le quartier de Varissuo à Turku en Finlande.

## Présentation
Le concepteur de la tour est le cabinet d'architectes Laiho, Pulkkinen & Raunio qui a aussi conçu le centre de santé, la bibliothèque et l'église de Varisuo.
La ville voulait faire appel au même concepteur pour les bâtiments publics de Varisuo afin d'obtenir un aspect homogène
Construite en 1987, par l'entreprise de construction Kivikartio Oy, la tour de 51 mètres et 15 étages était le plus haut bâtiment résidentiel de Turku jusqu'à l'achèvement de l'Airiston Tähti. 
La façade de la tour est en tuile de brique brune. 
En plus des appartements privés, la tour propose des appartements subventionnés pour les personnes handicapées et les personnes âgées, ainsi que des restaurants au rez-de-chaussée.
La tour est située juste à côté du centre commercial de Varissuo conçu par Laiho, Pulkkinen & Raunio, elle peut donc être considérée comme un point de repère du centre commercial; immédiatement de l'autre côté du centre commercial se trouve l'église de Varissuo aux teintes brunes.
En 2007, Aberdeen Real Estate Fund Finland a acquis le centre d'affaires pour 9,6 millions d'euros.